# Ernesto Juárez
Ernesto Humberto Juárez (ur. 13 grudnia 1934 w San Miguel de Tucumán) – argentyński piłkarz grający podczas kariery na pozycji napastnika.

## Kariera klubowa
Ernesto Juárez rozpoczął karierę w klubie Ferro Carril Oeste w 1956. W 1961 przeszedł do Huracánu Buenos Aires. W 1963 miał krótki epizod w River Plate. W latach 1964–1965 był zawodnikiem Rosario Central. W 1966 ponownie grał Huracánie, w którym pożegnał się z Primera División. Ogółem w latach 1956–1966 rozegrał w lidze argentyńskiej 206 meczów, w których strzelił 40 bramek.

## Kariera reprezentacyjna
W reprezentacji Argentyny Juárez zadebiutował 15 sierpnia 1962 w wygranym 3-1 meczu o Copa Lipton z Urugwajem. W 1963 uczestniczył w Mistrzostwach Ameryki Południowej. Na turnieju w Boliwii Argentyna zajęła trzecie miejsce. Na turnieju wystąpił we wszystkich sześciu meczach z Kolumbią, Peru, Ekwadorem, Brazylią (bramka), Boliwią i Paragwajem. Ostatnim raz w reprezentacji wystąpił 16 kwietnia 1963 w przegranym 5-2 meczu o Copa Julio Roca z Brazylią. 
Ogółem w barwach albicelestes wystąpił w 11 meczach, w których zdobył 2 bramki.
| Mecze i gole w reprezentacji | Mecze i gole w reprezentacji | Mecze i gole w reprezentacji | Mecze i gole w reprezentacji | Mecze i gole w reprezentacji | Mecze i gole w reprezentacji | Mecze i gole w reprezentacji |
| #                            | Data                         | Miasto                       | Przeciwnik                   | Gol                          | Wynik                        | Rozgrywki                    |
| ---------------------------- | ---------------------------- | ---------------------------- | ---------------------------- | ---------------------------- | ---------------------------- | ---------------------------- |
| 1.                           | 15.08.1962                   | Buenos Aires                 | Urugwaj                      |                              | 3:1                          | Copa Lipton                  |
| 2.                           | 07.11.1962                   | Santiago                     | Chile                        |                              | 1:1                          | Copa Carlos Dittborn         |
| 3.                           | 21.11.1962                   | Buenos Aires                 | Chile                        |                              | 1:0                          | Copa Carlos Dittborn         |
| 4.                           | 10.03.1963                   | Cochabamba                   | Kolumbia                     |                              | 4:2                          | Copa América                 |
| 5.                           | 13.03.1963                   | Cochabamba                   | Peru                         |                              | 1:2                          | Copa América                 |
| 6.                           | 20.03.1963                   | Cochabamba                   | Ekwador                      |                              | 4:2                          | Copa América                 |
| 7.                           | 24.03.1963                   | La Paz                       | Brazylia                     | Gol                          | 3:0                          | Copa América                 |
| 8.                           | 28.03.1963                   | La Paz                       | Boliwia                      |                              | 2:3                          | Copa América                 |
| 9.                           | 31.03.1963                   | La Paz                       | Paragwaj                     |                              | 1:1                          | Copa América                 |
| 10.                          | 13.03.1963                   | São Paulo                    | Brazylia                     | Gol                          | 3:2                          | Copa Julio Roca              |
| 11.                          | 16.03.1963                   | Rio de Janeiro               | Brazylia                     |                              | 2:5                          | Copa Julio Roca              |